# Schwellenmätteli
Das Schwellenmätteli ist ein kleines Quartier der Stadt Bern. Es gehört zu den 2011 bernweit festgelegten 114 gebräuchlichen Quartieren und liegt im Stadtteil IV Kirchenfeld-Schosshalde, dort im statistischen Bezirk Kirchenfeld am rechten Aareufer.
Im Jahr 2022 waren keine Einwohner im Quartier gemeldet.
Im Süden liegt der bewaldete Hang des Aareufers mit einem Uferweg, der sich im Bärenpark fortsetzt. Der Name Schwelle kommt von einem Wehr der Aare, welches die Aare für das Kraftwerk Matte anstaut. 1360 verkaufte Johann von Bubenberg die Schwelle mit Fischenzen (Fischereirechten), Wasserwerken und dem Haus des Schwellenmeisters, der auch ein Gut am Schwellenmattrain bewirtschaftete, der Stadt Bern. Es wurde zu einem Vergnügungsort der Berner. Im früheren Haus des Schwellenmeisters gab es schon im 19. Jahrhundert ein Restaurant. Als Bebauung finden sich heute zwei Restaurants, eines davon als Ort für Veranstaltungen.